# Hospital del Cáncer Arthur G. James
El Hospital del Cáncer Arthur G. James y el Instituto de Investigación Richard J. Solove (comúnmente abreviado como The James ) es parte de la Universidad Estatal de Ohio y uno de los 45 hospitales Nacionales Integrales del Cáncer. Lleva el nombre de Arthur G. James, el fundador, que deseaba un hospital oncológico en la ciudad de Columbus, la capital del estado de Ohio (Estados Unidos).
El hospital realiza tratamientos para el cáncer y realiza investigaciones en el Instituto de Investigación Solove. The James recibe donaciones a través del evento de ciclismo Pelotonia. En 2018, el James Cancer Hospital fue designado hospital imán por el American Nurses Credentialing Center. Con la reciente expansión en 2014, ahora es el tercer hospital oncológico más grande de los Estados Unidos. A pesar de los considerables esfuerzos de recaudación de fondos y el reconocimiento en el centro de Ohio, US News & World Report clasificó al hospital como el trigésimo mejor hospital oncológico de los Estados Unidos en 2020.

## Historia
La inauguración del hospital fue el 10 de julio de 1984. Se completó el 16 de enero de 1990, pero la rotura de una cañería de agua retrasó la apertura hasta el 9 de julio de 1990, cuando ingresó el primer paciente.

## Nuevo hospital y ampliación
En diciembre de 2014, The James abrió un nuevo hospital. Con más de 1,1 millones de pies cuadrados y 21 pisos, "The New James" es ahora el tercer hospital oncológico más grande del país. Diseñado por Architecture Firm, HOK, el proyecto de construcción se inició en 2010 y fue el proyecto de desarrollo más grande en la historia de la Universidad Estatal de Ohio. El costo de la construcción fue de 1100 millones de dólares. Cada piso de pacientes hospitalizados se especializa en subtipos de cáncer específicos, tiene áreas dedicadas a la educación, así como un laboratorio de investigación traslacional.

### Departamento de Emergencia
The James también tiene su propio departamento de emergencias de 15 camas que es estrictamente para pacientes con cáncer. Está completamente integrado con el Departamento de Emergencias del Centro Médico OSU Wexner.